# TT191
La tombe thébaine TT 191 est située à el-Assasif, dans la nécropole thébaine, sur la rive ouest du Nil, face à Louxor en Égypte. Elle fait partie d'un complexe comprenant également la tombe TT190.
| N5 | V29 | ib | nb · F9 | D40 |

| N5 | V29 | ib | nb · F9 | D40 |

C'est la sépulture de Ouahibrê-Nebpehti (Wȝḥ-jb-Rˁ nb-pḥtj) qui est majordome d'une Divine adoratrice d'Amon durant le règne de Psammétique Ier.
Ouahibrê-Nebpehti est le fils de Pedehor et Thesmutpert. Il a un fils nommé Pedehor, comme son grand-père, qui est également majordome d'une Divine adoratrice d'Amon.

## Description

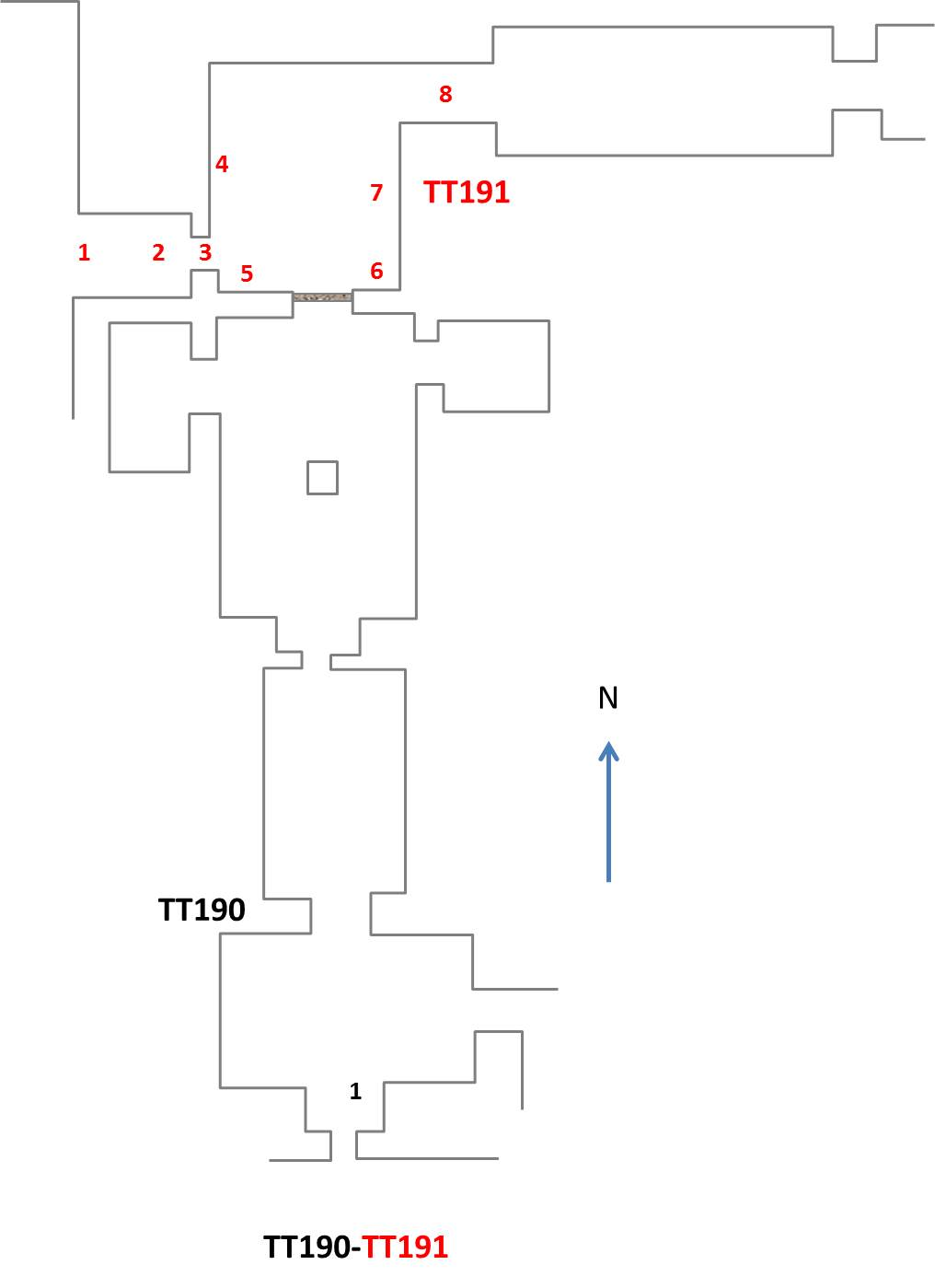